# 長江里加
長江 里加（ながえ りか、9月28日 - ）は、日本の女性声優。埼玉県出身。青二プロダクション所属。

## 経歴
幼少期からディズニー作品が好きで、自分の歌声がテレビから流れてきたらいいなと思い声優業に興味を持った。友達に「声優に向いているよ!」と言われ本格的に声優を目指し始めた。
アミューズメントメディア総合学院卒業後、2015年に青二プロダクションジュニア所属となる（2019年より正所属）。
2023年、『老後に備えて異世界で8万枚の金貨を貯めます』の山野ミツハ役でテレビアニメ初主演。

## 人物
専門学生時代からの同期に和多田美咲がいる。
英検準2級を持っている。
趣味は、お菓子作り、料理、ピアノ・ギター演奏、テレビ観賞である。ピアノは、5歳から習っており、音感やリズム感には自信があると自負しており、学生時代は吹奏楽部、軽音楽部（ボーカル担当）に所属していた。また、100円均一巡りも趣味にあげている。
特技は、中国語の発音、人の顔を覚えることである。
食べる事が好きで健康オタクである。特に、中華料理が好きであるがしょっぱい味は苦手だと語っている。また、虫と暗い所は嫌いである。
テニス、卓球、バドミントンをやっていた。
自分の性格は「無我夢中」「天真爛漫」であると語っている。
一人っ子である。

## 出演
太字はメインキャラクター。

### テレビアニメ
2016年
- ONE PIECE（2016年 - 2017年、町のミンク、女コック、木の女）

2017年
- フレームアームズ・ガール（バーゼラルド）
- プリプリちぃちゃん!!（ジョーくん）
- アクションヒロイン チアフルーツ（演劇部部長）
- 結城友奈は勇者である（2017年 - 2021年） - 2シリーズ

2018年
- 刀使ノ巫女（田辺美弥）
- ヲタクに恋は難しい（女子社員、千葉、女子学生B）
- あそびあそばせ（オリヴィア）
- ONE PIECE エピソードオブ空島
- 中間管理録トネガワ（ゆい）

2019年
- 私に天使が舞い降りた!（星野ひなた）
- ひとりぼっちの○○生活（山田花子、スマホ音声）
- アイドルマスター シンデレラガールズ劇場 CLIMAX SEASON（久川颯）
- ゲゲゲの鬼太郎（第6作）（友人）

2021年
- マジカパーティ（2021年 - 2022年、カンナ）
- 古見さんは、コミュ症です。（新井嘉美子）
- 鬼滅の刃 遊郭編

2022年
- デジモンゴーストゲーム（ホークモン）
- 阿波連さんははかれない（2022年 - 2025年、ライドウ妹） - 2シリーズ
- ちびまる子ちゃん（女性、女の子）
- よふかしのうた（ミオ）
- シルバニアファミリー シリーズ（2022年 - 2023年、ケイブ、ブリーズ、アンブローズ、ケイト、配達） - 2シリーズ

2023年
- 老後に備えて異世界で8万枚の金貨を貯めます（山野ミツハ）
- お兄ちゃんはおしまい!（北原ゆりこ）
- でこぼこ魔女の親子事情（アンナ）
- 婚約破棄された令嬢を拾った俺が、イケナイことを教え込む（ドロテア・グリ＝ム・ヴァレンシュタイン）

2024年
- 道産子ギャルはなまらめんこい（冬木桃子）
- じいさんばあさん若返る（中学生B）
- 戦隊大失格（2024年 - 2025年、藍染小町） - 2シリーズ
- 僕の妻は感情がない（飯田）
- アサティール2 未来の昔ばなし（男の子）

2025年
- 日々は過ぎれど飯うまし（ゆな）

### 劇場アニメ
- 劇場版 マジンガーZ / INFINITY（2018年、首脳たち）
- 私に天使が舞い降りた! プレシャス・フレンズ（2022年、星野ひなた[34]）

### OVA
- ヲタクに恋は難しい（2019年 - 2021年、女子部員B、千葉） - 単行本第7・11巻OAD付き特装版
- 私に天使が舞い降りた!（2019年、星野ひなた） - Blu-ray&DVD第3巻特典

### Webアニメ
- DEVILMAN crybaby（2018年、レジの女性）
- ロボットガールズNEO（2018年、ゲッちゃまイーグル〈ゲッターロボ〉[35]）
- アイドルマスター シンデレラガールズ劇場 Extra Stage（2020年、久川颯）
- トニカクカワイイ 女子高編（2023年、白銀刃[36]）

### ゲーム
2015年
- ウチの姫さまがいちばんカワイイ（清水姫：ミネラ・ボルヴィー）
- オトカドール（イラ）
- けものフレンズ（マサイライオン、シナウスイロイルカ、マンドリル）
- モンスター烈伝 オレカバトル（クロミコ、アマノジャク〈怒〉） - アーケード版

2016年
- 桃色大戦ぱいろん 生（平なごみ）
- 誰ガ為のアルケミスト（キャロル）

2017年
- ストラステラ（キュビー）
- フィッシュアイランド2（セシリア）
- GOD EATER RESONANT OPS（アレリア）

2018年
- トリプルモンスターズ（リーディス）
- ポポロクロイス物語～ナルシアの涙と妖精の笛～（アルフォンス、ディアナ）
- グランドサマナーズ（ミクス）
- OVERHIT（ツェルーニ､メリッサ）
- クイズRPG 魔法使いと黒猫のウィズ（2018年 - 2023年、花隈春子 / エニグマチェリー、花隈小春）
- 温泉むすめ ゆのはなこれくしょん（箱根彩耶）
- 幻獣契約クリプトラクト（アンリ）

2019年
- アイドルマスター シンデレラガールズ（2019年 - 2023年、久川颯） - 3作品
- 禍つヴァールハイト（シュティア）
- 白猫プロジェクト (レイチェル）
- プロジェクト・ノア（モニカ・ランドール）
- けものフレンズ3（ハクトウワシ）
- ボンバーガール（アサギ）

2020年
- ブレイブソード×ブレイズソール（クラレント）
- 東方スペルバブル（河城にとり）
- メリーガーランド（箱根彩那）
- ステーションメモリーズ!（シャルロッテ＝フォン＝ハノーファー〈2代目〉）
- プロ野球 ファミスタ 2020（マッピー）

2021年
- ニーア リィンカーネーション（フィオ / 白い少女）
- パチスロ フレームアームズ・ガール（バーゼラルド）
- アニマエ・アルケー（澪〈ミオ〉、朔夜〈サクヤ〉）
- METALLIC CHILD（シュレーディンガー）

2023年
- ウマ娘 プリティーダービー（アイネスフウジン〈2代目〉）
- モンスターユニバース（ココシュカ）

2025年
- グルーヴコースター フューチャーパフォーマーズ（星麗院シオン）

### ドラマCD
- 温泉むすめ シリーズ（2017年 - 2020年、箱根彩耶）
- りりくる はぁと ～LIly LYric cyCLE HEART～ vol.3（2021年、七寿賀莉沙）
- 私に天使が舞い降りた!（2022年、星野ひなた） - コミックス第12巻ドラマCD付き特装版

#### ASMR
- 恋煩いの人形たち 〜心に寄り添う黒の双姫〜（2020年、リーゼロッテ・エーデル[62][63]）

### デジタルコミック
- ディアティア（2018年、桐ヶ谷睦子[64]）

### 吹き替え
- サミーとシェリー 七つの海の大冒険（2014年、子ガメ、小魚）
- フォービドゥン/呪縛館（2017年、ルーカス・バロウ）
- インビジブル・シングス 未知なる能力（2020年、トビー〈ルイ・エッヒハート〉）

### ナレーション
- そんなコト考えた事なかったクイズ!トリニクって何の肉!?（朝日放送テレビ制作・テレビ朝日：2019年4月 - ）

### ラジオ
※はインターネット配信。
- みんなの作文 ※朗読担当
- シスターサファイリーズ（2015年 - 2016年、ラジ友※）[8]
- ラジオ フレームアームズ・ガール（2017年 - 2018年、HiBiKi Radio Station※）[65]
- 「温泉むすめ」ぷれぜんつ的なうぇぶらじお!みみぽか!!〜ゆーも遊びに来ちゃいなYOH!〜（2017年 - 、アニメイトタイムズ※）[66]
- ラジオ フレームアームズ・ガール改（2018年 - 、HiBiKi Radio Station※）[67]
- あそびあそばせらじお おききあそばせ（2018年、音泉※）[68]
- わたてんラジオ！〜花、ひなた、ノアの放課後お菓子パーティー〜（2019年、音泉※）[69]
- 長江里加のradioclub.jp（2020年、ラジオ関西・アニたまどっとコム※）[70]

### インターネット番組
- 【青二プロ】新参者 りかち丸「Say You Yeah！」[11]
- 突撃！電ホビステーション（2016年 - 2017年、ニコニコ生放送） - アシスタント担当[71]
- 【青二プロ】そやま と ながえ（2016年 - 2018年、SHOWROOM）[72][73]
- 小原好美・長江里加 ここりかのエコノミーでもプライムしたい!（2020年、YouTube）[74]
- 長江里加と和多田美咲のれっつら☆まなびーや!（2020年 - 、ニコニコ生放送）[75]
- 爆誕リカチマル（2020年 - 2021年、YouTube・ニコニコ動画）[76]
- リカチマルッとch（2021年 - 、YouTube）[77]
- 天才!?リカチマル（2021年 - 2023年、YouTube・ニコニコ動画）[78]

### 映像商品
- 温泉むすめ SPRiNGS 2nd LIVE BD ～聖夜にワッチョイナ!!～（2018年4月）[79]
- 温泉むすめ 3rd LIVE “NOW ON☆SENSATION!! Vol.3”〜ワイワイワッチョイナ!!〜（2018年12月）[80]

### PV
- 対ありでした。 〜お嬢さまは格闘ゲームなんてしない〜 コミックス第1巻発売記念PV（白百合さま[81]）
- 勇者小隊 寡黙勇者は流されない コミックス第1巻PV（アリシア・リオグランデ[82]）

### その他コンテンツ
- ジャパン建材フェア 東京ビッグサイト ニチアスブース（ロックウールちゃんの声）
- Hulu『ぐーちょきぱーてぃー』（ちょっきーの声）
- 月曜から夜ふかし!（ボイスオーバー）
- 世界の果てまでイッテQ!（ボイスオーバー）
- au WEBCM『auひかり×野沢雅子』 - 本人役
- パチスロ フレームアームズ・ガール（2021年、バーゼラルド）
- MEET-K 2021 朗読劇「女神降臨」（2021年10月24日、川島愛美）
- 創彩少女庭園（2022年 - 、小石川エマ）[83]
- でこぼこポン!

## ディスコグラフィ

### キャラクターソング
| 発売日         | 商品名                                                                                     | 歌 | 楽曲 | 備考                                                                             |
| -------------- | ------------------------------------------------------------------------------------------ | --- | --- | -------------------------------------------------------------------------------- |
| 2017年5月24日  | FULLSCRATCH LOVE                                                                           | FAガールズ | 「FULLSCRATCH LOVE」                                                                                          | テレビアニメ『フレームアームズ・ガール』エンディングテーマ                       |
| 2017年5月24日  | FULLSCRATCH LOVE                                                                           | FAガールズ | 「FULLSCRATCH LOVE」                                                                                          | テレビアニメ『フレームアームズ・ガール』エンディングテーマ                       |
| 2017年6月21日  | フレームアームズ・ガール ミュージック・アルバム 〜轟雷、スティレット、バーゼラルド〜       | 轟雷（佳穂成美）、スティレット（綾瀬有）、バーゼラルド（長江里加） | 「あおげば愛しいフルフルDAYS」                                                                                | テレビアニメ『フレームアームズ・ガール』挿入歌                                   |
| 2017年6月21日  | フレームアームズ・ガール ミュージック・アルバム 〜轟雷、スティレット、バーゼラルド〜       | FAガールズ | 「FULLSCRATCH LOVE」                                                                                          | テレビアニメ『フレームアームズ・ガール』エンディングテーマ                       |
| 2017年6月21日  | フレームアームズ・ガール ミュージック・アルバム 〜轟雷、スティレット、バーゼラルド〜       | FAガールズ | 「FULLSCRATCH LOVE」                                                                                          | テレビアニメ『フレームアームズ・ガール』エンディングテーマ                       |
| 2017年6月21日  | フレームアームズ・ガール ミュージック・アルバム 〜轟雷、スティレット、バーゼラルド〜       | FAガールズ | 「FULLSCRATCH LOVE」                                                                                          | テレビアニメ『フレームアームズ・ガール』エンディングテーマ                       |
| 2017年6月28日  | フレームアームズ・ガール ミュージック・アルバム 〜マテリア姉妹、フレズヴェルク〜           | FAガールズ | 「FULLSCRATCH LOVE」                                                                                          | テレビアニメ『フレームアームズ・ガール』エンディングテーマ                       |
| 2017年6月28日  | フレームアームズ・ガール ミュージック・アルバム 〜マテリア姉妹、フレズヴェルク〜           | FAガールズ | 「FULLSCRATCH LOVE」                                                                                          | テレビアニメ『フレームアームズ・ガール』エンディングテーマ                       |
| 2017年7月5日   | フレームアームズ・ガール ミュージック・アルバム 〜アーキテクト、迅雷〜                     | 轟雷（佳穂成美）、スティレット（綾瀬有）、バーゼラルド（長江里加）、迅雷（樺山ミナミ）、アーキテクト（山村響）、源内あお（日笠陽子）                                                                                   | 「My precious…（TV Version）」                                                                                | テレビアニメ『フレームアームズ・ガール』挿入歌                                   |
| 2017年7月5日   | フレームアームズ・ガール ミュージック・アルバム 〜アーキテクト、迅雷〜                     | FAガールズSpecial | 「FULLSCRATCH LOVE（Special Version）」                                                                       | テレビアニメ『フレームアームズ・ガール』エンディングテーマ                       |
| 2017年7月26日  | ユノハナプロローグ                                                                         | SPRiNGS | 「未来イマジネーション！」 「70億分の9の奇跡」 「青春サイダー」 「Ambition」 「粉雪フレンズ」                 | 『温泉むすめ』関連曲                                                             |
| 2017年7月26日  | 追憶カレイドスコープ                                                                       | SPRiNGS | 「純情-SAKURA-」 「さよなら花火」                                                                             | 『温泉むすめ』関連曲                                                             |
| 2017年7月26日  | 追憶カレイドスコープ                                                                       | 雪月花 | 「SILENT VOICES」                                                                                             | 『温泉むすめ』関連曲                                                             |
| 2017年11月15日 | Hop Step Jump!                                                                             | SPRiNGS | 「Hop Step Jump!」 「おんくり」                                                                               | 『温泉むすめ』関連曲                                                             |
| 2018年8月22日  | スリピス                                                                                   | 本田華子（木野日菜）、オリヴィア（長江里加）、野村香純（小原好美） | 「スリピス」                                                                                                  | テレビアニメ『あそびあそばせ』オープニングテーマ                                 |
| 2018年8月22日  | スリピス                                                                                   | オリヴィア（長江里加）、オリヴィアの兄（森川智之） | 「とおいとおい宇宙のアニーモ」                                                                                | テレビアニメ『あそびあそばせ』関連曲                                             |
| 2018年8月22日  | インキャインパルス                                                                         | 本田華子（木野日菜）、オリヴィア（長江里加）、野村香純（小原好美） feat. Ikepy & KSKN | 「インキャインパルス」                                                                                        | テレビアニメ『あそびあそばせ』エンディングテーマ                                 |
| 2018年10月24日 | あそびあそばせ BD・DVD第2巻特典CD                                                          | オリヴィア（長江里加） | 「スリピス」 「蜂蜜とApple」 「インキャインパルス」                                                           | テレビアニメ『あそびあそばせ』関連曲                                             |
| 2018年12月21日 | あそびあそばせ BD・DVD第4巻特典CD                                                          | 本田華子（木野日菜）、オリヴィア（長江里加）、野村香純（小原好美） | 「フリックスワイプ」                                                                                          | テレビアニメ『あそびあそばせ』関連曲                                             |
| 2019年1月30日  | 気ままな天使たち/ハッピー・ハッピー・フレンズ                                              | わたてん☆5 | 「気ままな天使たち」                                                                                          | テレビアニメ『私に天使が舞い降りた！』オープニングテーマ                         |
| 2019年1月30日  | 気ままな天使たち/ハッピー・ハッピー・フレンズ                                              | わたてん☆5 | 「ハッピー・ハッピー・フレンズ」                                                                              | テレビアニメ『私に天使が舞い降りた！』エンディングテーマ                         |
| 2019年2月27日  | 私に天使が舞い降りた！ キャラクターソングアルバム〜天使のうたごえ〜                        | 星野ひなた（長江里加） | 「やっぱりみゃー姉なんばーわん」                                                                              | テレビアニメ『私に天使が舞い降りた！』関連曲                                     |
| 2019年3月27日  | 私に天使が舞い降りた！ BD・DVD第1巻特典CD                                                  | わたてん☆5 | 「晴れルヤ！」                                                                                                | テレビアニメ『私に天使が舞い降りた！』関連曲                                     |
| 2019年4月3日   | 私に天使が舞い降りた！ サウンドコレクション                                                | 星野ひなた（長江里加）、姫坂乃愛（鬼頭明里）、種村小依（大和田仁美）、小之森夏音（大空直美） | 「天使の眼差し Prologue」                                                                                     | テレビアニメ『私に天使が舞い降りた！』挿入歌                                     |
| 2019年4月3日   | 私に天使が舞い降りた！ サウンドコレクション                                                | 星野ひなた（長江里加）、姫坂乃愛（鬼頭明里） | 「恋するお菓子屋さん」                                                                                        | テレビアニメ『私に天使が舞い降りた！』挿入歌                                     |
| 2019年4月3日   | 私に天使が舞い降りた！ サウンドコレクション                                                | 白咲花（指出毬亜）、星野ひなた（長江里加） | 「あの子に会いたい」                                                                                          | テレビアニメ『私に天使が舞い降りた！』挿入歌                                     |
| 2019年4月3日   | 私に天使が舞い降りた！ サウンドコレクション                                                | 白咲花（指出毬亜）、星野ひなた（長江里加）、姫坂乃愛（鬼頭明里） | 「受け継ぐ心」                                                                                                | テレビアニメ『私に天使が舞い降りた！』挿入歌                                     |
| 2019年4月3日   | 私に天使が舞い降りた！ サウンドコレクション                                                | 白咲花（指出毬亜）、星野ひなた（長江里加）、姫坂乃愛（鬼頭明里）、種村小依（大和田仁美）、小之森夏音（大空直美） | 「天使の眼差し Epilogue」                                                                                     | テレビアニメ『私に天使が舞い降りた！』挿入歌                                     |
| 2019年4月24日  | 私に天使が舞い降りた！ BD・DVD第2巻特典CD                                                  | わたてん☆5 | 「GO!GO!GO!」                                                                                                 | テレビアニメ『私に天使が舞い降りた！』関連曲                                     |
| 2019年7月24日  | フレームアームズ・ガール〜きゃっきゃうふふなワンダーランド〜 歌のアルバム-熱唱篇-          | バーゼラルド（長江里加） | 「満場一致LOVE ENERGY」                                                                                       | 劇場アニメ『フレームアームズ・ガール〜きゃっきゃうふふなワンダーランド〜』関連曲 |
| 2019年7月24日  | フレームアームズ・ガール〜きゃっきゃうふふなワンダーランド〜 歌のアルバム-熱唱篇-          | 轟雷（佳穂成美）、スティレット（綾瀬有）、バーゼラルド（長江里加）、迅雷（樺山ミナミ）、アーキテクト（山村響）、源内あお（日笠陽子）                                                                                   | 「My Precious…」                                                                                              | 劇場アニメ『フレームアームズ・ガール〜きゃっきゃうふふなワンダーランド〜』挿入歌 |
| 2019年7月24日  | フレームアームズ・ガール〜きゃっきゃうふふなワンダーランド〜 歌のアルバム-絶唱篇-          | FAガールズ | 「満場一致LOVE ENERGY」                                                                                       | 劇場アニメ『フレームアームズ・ガール〜きゃっきゃうふふなワンダーランド〜』挿入歌 |
| 2019年10月16日 | 温泉むすめコンプリートアルバム Vol.1                                                       | SPRiNGS | 「湯夢色バトン」                                                                                              | 『温泉むすめ』関連曲                                                             |
| 2019年10月23日 | THE IDOLM@STER CINDERELLA GIRLS STARLIGHT MASTER for the NEXT! 01 TRUE COLORS              | 城ヶ崎美嘉（佳村はるか）、高森藍子（金子有希）、アナスタシア（上坂すみれ）、藤原肇（鈴木みのり）、乙倉悠貴（中島由貴）、黒埼ちとせ（佐倉薫）、白雪千夜（関口理咲）、久川颯（長江里加）、久川凪（立花日菜）             | 「TRUE COLORS（M@STER VERSION）」                                                                             | ゲーム『アイドルマスター シンデレラガールズ スターライトステージ』関連曲         |
| 2019年10月23日 | THE IDOLM@STER CINDERELLA GIRLS STARLIGHT MASTER for the NEXT! 01 TRUE COLORS              | 久川颯（長江里加） | 「TRUE COLORS（M@STER VERSION）」                                                                             | ゲーム『アイドルマスター シンデレラガールズ スターライトステージ』関連曲         |
| 2019年11月11日 | -                                                                                          | エニグマフラワーズ | 「NON STOP！エニグマフラワーズ」                                                                              | ゲーム『魔法使いと黒猫のウィズ』関連曲                                           |
| 2019年11月13日 | THE IDOLM@STER CINDERELLA MASTER 3chord for the Pops!                                      | 佐久間まゆ（牧野由依）、久川颯（長江里加）、中野有香（下地紫野）、佐々木千枝（今井麻夏）、堀裕子（鈴木絵理） | 「comic cosmic（M@STER VERSION）」                                                                            | ゲーム『アイドルマスター シンデレラガールズ』関連曲                              |
| 2020年5月15日  | Road to Shine                                                                              | 箱根彩耶（長江里加） | 「Road to Shine」                                                                                             | 『温泉むすめ』関連曲                                                             |
| 2020年6月10日  | THE IDOLM@STER CINDERELLA GIRLS STARLIGHT MASTER 39 O-Ku-Ri-Mo-No Sunday!                  | 久川颯（長江里加）、久川凪（立花日菜） | 「O-Ku-Ri-Mo-No Sunday!（M@STER VERSION）」                                                                   | ゲーム『アイドルマスター シンデレラガールズ スターライトステージ』関連曲         |
| 2020年9月18日  | 私に天使が舞い降りた！ コミックス第8巻特装版特典CD                                         | わたてん☆5 | 「無限大ハピネス COMICver.」                                                                                  | テレビアニメ『私に天使が舞い降りた！』関連曲                                     |
| 2020年11月25日 | デリシャス・スマイル！                                                                     | わたてん☆5 | 「デリシャス・スマイル！」 「無限大ハピネス」 「スイーツスイーツパーティー！」 「スペシャルコーディネート！」 | テレビアニメ『私に天使が舞い降りた！』関連曲                                     |
| 2020年11月25日 | デリシャス・スマイル！                                                                     | 星野ひなた（長江里加） | 「みゃー姉!!」                                                                                                | テレビアニメ『私に天使が舞い降りた！』関連曲                                     |
| 2021年3月3日   | THE IDOLM@STER CINDERELLA GIRLS STARLIGHT MASTER COLLABORATION! Great Journey              | 久川凪（立花日菜）、久川颯（長江里加） | 「Connecting Happy!!」                                                                                        | ゲーム『アイドルマスター シンデレラガールズ スターライトステージ』関連曲         |
| 2021年8月4日   | VOY@GER                                                                                    | THE IDOLM@STER FIVE STARS!!! | 「VOY@GER」                                                                                                   | 「アイドルマスターシリーズ」イメージソング                                       |
| 2021年8月4日   | VOY@GER シンデレラガールズ盤                                                               | CINDERELLA GIRLS | 「VOY@GER」                                                                                                   | 「アイドルマスターシリーズ」イメージソング                                       |
| 2021年8月4日   | VOY@GER シンデレラガールズ盤                                                               | 久川颯（長江里加） | 「VOY@GER」                                                                                                   | 「アイドルマスターシリーズ」イメージソング                                       |
| 2022年4月20日  | THE IDOLM@STER CINDERELLA MASTER 062 久川颯                                                | 久川颯（長江里加） | 「Packing Her Favorite」                                                                                      | ゲーム『アイドルマスター シンデレラガールズ』関連曲                              |
| 2022年10月12日 | 私に天使が舞い降りた！ プレシャス・フレンズ サウンド・コレクション                         | わたてん☆5 | 「プレシャス・フレンズ！」                                                                                    | 劇場アニメ『私に天使が舞い降りた! プレシャス・フレンズ』オープニングテーマ       |
| 2022年10月12日 | 私に天使が舞い降りた！ プレシャス・フレンズ サウンド・コレクション                         | わたてん☆5 | 「ずっと…ずっと…」                                                                                            | 劇場アニメ『私に天使が舞い降りた! プレシャス・フレンズ』エンディングテーマ       |
| 2022年10月12日 | 私に天使が舞い降りた！ プレシャス・フレンズ サウンド・コレクション                         | 星野ひなた（長江里加）、姫坂乃愛（鬼頭明里） | 「みんなでいただきます」                                                                                      | 劇場アニメ『私に天使が舞い降りた! プレシャス・フレンズ』関連曲                   |
| 2023年4月5日   | THE IDOLM@STER CINDERELLA GIRLS STARLIGHT MASTER R/LOCK ON! 15 サマーサイダー              | 久川颯（長江里加）、乙倉悠貴（中島由貴） | 「サマーサイダー（M@STER VERSION）」                                                                          | ゲーム『アイドルマスター シンデレラガールズ スターライトステージ』関連曲         |
| 2023年4月5日   | THE IDOLM@STER CINDERELLA GIRLS STARLIGHT MASTER R/LOCK ON! 15 サマーサイダー              | 久川颯（長江里加） | 「サマーサイダー（M@STER VERSION）」                                                                          | ゲーム『アイドルマスター シンデレラガールズ スターライトステージ』関連曲         |
| 2023年9月16日  | ウマ娘 プリティーダービー Solo Vocal Tracks Vol.7 5th EVENT ARENA TOUR GO BEYOND -GAZE-    | アイネスフウジン（長江里加） | 「Ms. VICTORIA（Game Size）」 「DRAMATIC JOURNEY（Game Size）」                                               | ゲーム『ウマ娘 プリティーダービー』関連曲                                        |
| 2023年12月13日 | THE IDOLM@STER CINDERELLA GIRLS STARLIGHT MASTER PLATINUM NUMBER 13 ノートの中のテラリウム | 久川颯（長江里加）、乙倉悠貴（中島由貴） | 「走れ！」 | ゲーム『アイドルマスター シンデレラガールズ スターライトステージ』関連曲         |
| 2024年2月28日  | THE IDOLM@STER CINDERELLA MASTER パジャマジャマ ＆ この恋の解を答えなさい                  | THE IDOLM@STER CINDERELLA GIRLS Stage for Cinderella groupD BEST5! | 「この恋の解を答えなさい」                                                                                    | ゲーム『アイドルマスター シンデレラガールズ スターライトステージ』関連曲         |
| 2024年5月29日  | THE IDOLM@STER CINDERELLA MASTER WINTER and WINDOW                                         | THE IDOLMASTER CINDERELLA GIRLS Stage for Cinderella BEST5! | 「WINTER and WINDOW」                                                                                         | 『アイドルマスター シンデレラガールズ』関連曲                                    |
| 2024年5月29日  | THE IDOLM@STER CINDERELLA MASTER WINTER and WINDOW                                         | 久川颯（長江里加） | 「WINTER and WINDOW」                                                                                         | 『アイドルマスター シンデレラガールズ』関連曲                                    |
| 2024年9月25日  | THE IDOLM@STER CINDERELLA GIRLS STARLIGHT MASTER CRYSTAL QUALIA 01 Fantasia for the Girls  | 久川颯（長江里加）、イヴ・サンタクロース（松永あかね）、白雪千夜（関口理咲）、神谷奈緒（松井恵理子）、藤原肇（鈴木みのり）、依田芳乃（高田憂希）、赤城みりあ（黒沢ともよ）、星輝子（松田颯水）、小早川紗枝（立花理香） | 「Fantasia for the Girls（M@STER VERSION）」                                                                  | ゲーム『アイドルマスター シンデレラガールズ スターライトステージ』関連曲         |
| 2024年9月25日  | THE IDOLM@STER CINDERELLA GIRLS STARLIGHT MASTER CRYSTAL QUALIA 01 Fantasia for the Girls  | 久川颯（長江里加） | 「Fantasia for the Girls（M@STER VERSION）」                                                                  | ゲーム『アイドルマスター シンデレラガールズ スターライトステージ』関連曲         |

## ライブ・イベント

### 合同ライブ
| 出演日             | タイトル                                                                                       | 会場                                      |
| ------------------ | ---------------------------------------------------------------------------------------------- | ----------------------------------------- |
| 2019年9月3日・4日  | THE IDOLM@STER CINDERELLA GIRLS 7thLIVE TOUR Special 3chord♪ Comical Pops!                     | 幕張メッセ国際展示場 9-11ホール（千葉県） |
| 2021年2月6日       | わたてん☆5 1stワンマンライブ 『デリシャス・スマイル！』                                        | 無観客オンライン開催                      |
| 2021年10月2日・3日 | THE IDOLM@STER CINDERELLA GIRLS 10th ANNIVERSARY M@GICAL WONDERLAND TOUR!!! MerryMaerchen Land | 西日本総合展示場 新館（福岡県）           |
| 2022年4月3日       | THE IDOLM@STER CINDERELLA GIRLS 10th ANNIVERSARY M@GICAL WONDERLAND!!!                         | ベルーナドーム（埼玉県）                  |
| 2022年7月3日       | xR ARTISTS SUPER FES2022                                                                       | 有料生配信のみ                            |
| 2022年10月30日     | わたてん☆5 2ndワンマンライブ みんながプレシャス・フレンズっ！！                                | 横須賀芸術劇場 大劇場（神奈川県）         |
| 2022年11月26日     | THE IDOLM@STER CINDERELLA GIRLS Twinkle LIVE Constellation Gradation                           | ベルーナドーム（埼玉県）                  |
| 2023年2月12日      | THE IDOLM@STER M@STERS OF IDOL WORLD!!!!! 2023                                                 | 東京ドーム（東京都）                      |